# 世界銀行首席經濟師
世界銀行首席經濟師（英語：World Bank Chief Economist）是世界銀行的首席經濟師（Chief economist）職位，為經濟學領域中最有影響力的職位之一。其職稱全名為「主管發展經濟學的資深副總裁與首席經濟師」（英語：Senior Vice President, Development Economics, and Chief Economist）。

## 歷任世界銀行首席經濟師
- 霍利斯·伯恩利·錢納理（英语：Hollis B. Chenery） - 1972年 - 1982年
- 安妮·克魯格 - 1982年 - 1986年
- 斯坦利·費希爾 - 1988年 - 1990年
- 勞倫斯·薩默斯 - 1991年 - 1993年
- 麥可·布魯諾（英语：Michael Bruno） - 1993年 - 1996年
- 約瑟夫·斯蒂格利茨 - 1997年–2000年
- 尼古拉斯·斯特恩 - 2000年–2003年
- 弗朗索瓦·布吉尼翁 - 2003年 - 2007年
- 林毅夫 - 2008年6月 - 2012年6月
- 馬丁·拉瓦雷（英语：Martin Ravallion） - 2012年6月（署理）
- 考希克·巴蘇（英语：Kaushik Basu） - 2012年6月 - 2016年
- 保罗·罗默 - 2016年10月 - 2018年1月
- Shanta Devarajan（英语：Shanta_Devarajan） - 2018年1月 - 2018年11月（署理）
- Pinelopi Koujianou Goldberg（英语：Pinelopi_Koujianou_Goldberg） - 2018年11月 -

## 參照
- 世界銀行
- 首席經濟師（Chief economist）